# 西官营乡
西官营乡，是中华人民共和国河北省承德市丰宁满族自治县下辖的一个乡镇级行政单位。

## 行政区划
西官营乡下辖以下地区：
西官营村、卡沟门村、河北沟村、张怀营村、张太河村、英首屯村、庞营村、千松沟村、何营村和西窝铺村。